# Coline Mattel
Coline Mattel (Sallanches, 3 de noviembre de 1995) es una deportista francesa que compite en salto en esquí.
Participó en los Juegos Olímpicos de Sochi 2014, obteniendo una medalla de bronce en la prueba de trampolín normal individual. Ganó una medalla de bronce en el Campeonato Mundial de Esquí Nórdico de 2011, en la misma prueba.

## Palmarés internacional
| Juegos Olímpicos   | Juegos Olímpicos | Juegos Olímpicos  | Juegos Olímpicos |
| Año                | Lugar            | Medalla           | Prueba           |
| ------------------ | ---------------- | ----------------- | ---------------- |
| 2014               | Sochi (Rusia)    | Medalla de bronce | TN individual    |
| Campeonato Mundial |                  |                   |                  |
| Año                | Lugar            | Medalla           | Prueba           |
| 2011               | Oslo (Noruega)   | Medalla de bronce | TN individual    |